# Alva Dahl
Alva Mary Teresia Hjulman Dahl, född 17 juni 1985, är en svensk språkforskare, skribent och översättare.

## Biografi
Dahl disputerade 2015 vid institutionen för nordiska språk vid Uppsala universitet 2015 med en avhandling om interpunktionens funktioner i tre samtida svenska romaner. Hon är (2019) verksam vid Institutionen för svenska och flerspråkighet vid Stockholms universitet samt frilansande litterär översättare och författare.
Dahl tilldelades 2019 Huddinge kommuns litterära pris till minne av Karin Boye med motiveringen "för en precis och sökande prosalyrik som vågar gå mot strömmen i en rörelse där vardagligheter och gudomligheter avtäcks". Samma år tilldelades hon Samfundet De Nios Julpris.
År 2021 gav hon ut Slå rot i förvandlingen, en biografi över Gunnel Vallquist.

### Översättningar i urval
- David Foster Wallace: Blek kung (Natur & kultur, 2012)
- Merethe Lindstrøm: Kyssen (Novellix, 2012)
- Zadie Smith: NW (Bonnier, 2013)
- Jenny Offill: Avd. för grubblerier (Natur & kultur, 2016)
- Margaret Drabble: De mörka vattnen stiger (Modernista, 2017)